# Un ospite a sorpresa
Un ospite a sorpresa (The Most Wonderful Time of the Year) è un film per la televisione del 2008 diretto da Michael Scott ed interpretato da Brooke Burns, Henry Winkler, Warren Christie, Connor Christopher Levins, Woody Jeffreys.

## Trama
In volo da New York a Chicago Ralph, poliziotto in pensione che sta andando a trovare la nipote Jennifer (madre single), incontra Morgan, uomo senza fissa dimora che ha deciso di aprire un ristorante a Denver e finalmente sistemarsi. A causa del maltempo il volo per Denver viene cancellato e Ralph decide di portare con sé Morgan a casa della nipote per trascorrere il Natale.